# Джоун Джет
Джоун Джет (на английски: Joan Jett) е американска рок певица и китаристка.

## Биография
Родена е на 22 септември 1958 година във Филаделфия.
Започва музикалната си кариера в средата на 70-те години с групата „Рънауейс“, след което основава своя собствена група „Блекхартс“. В началото на 80-те години има голям търговски успех с поредица популярни песни, най-известна сред които е кавър версията на „I Love Rock 'n' Roll“ (1982).